# Stawy (rejon kamieniecki)
Stawy (biał. Ставы, Stawy) – agromiasteczko na Białorusi, w rejonie kamienieckim obwodu brzeskiego. Miejscowość wchodzi w skład sielsowietu Wołczyn. 

## Historia
Prywatne miasto duchowne położone było w końcu XVIII wieku w powiecie brzeskolitewskim województwa brzeskolitewskiego. 
W dwudziestoleciu międzywojennym leżały w Polsce, w województwie poleskim, w powiecie brzeskim, w gminie Wołczyn. W 1921 miejscowość liczyła 323 mieszkańców, zamieszkałych w 71 budynkach, w tym 293 Białorusinów i 30 Polaków. 293 mieszkańców było wyznania prawosławnego i 30 rzymskokatolickiego.
Po II wojnie światowej w granicach Związku Sowieckiego. Od 1991 w niepodległej Białorusi.

## Religia
W miejscowości znajdują się 2 obiekty sakralne, należące do miejscowej parafii prawosławnej:
- cerkiew św. Onufrego z 1730[6]
- kaplica św. Łazarza[7].